# 潘蕾
潘蕾（1988年10月26日—），中國女子單板滑雪運動員。

## 生涯
單板滑雪是中國近年來最新發展的冬季運動，出生於黑龍江的潘蕾是中國最早接受訓練的運動員，她於2004年的全國單板滑雪冠軍賽贏得大回轉小項的冠軍，翌年在智利分站舉行的國際雪聯單板世界盃系列賽排名第18位。
2005年，潘蕾於奧地利舉辦的世界大學生冬季運動會中，取得了女子半管賽小項的銀牌，都靈冬季奧運，潘蕾在初賽中名列第21位，未能晉身決賽。